# Pompejanum

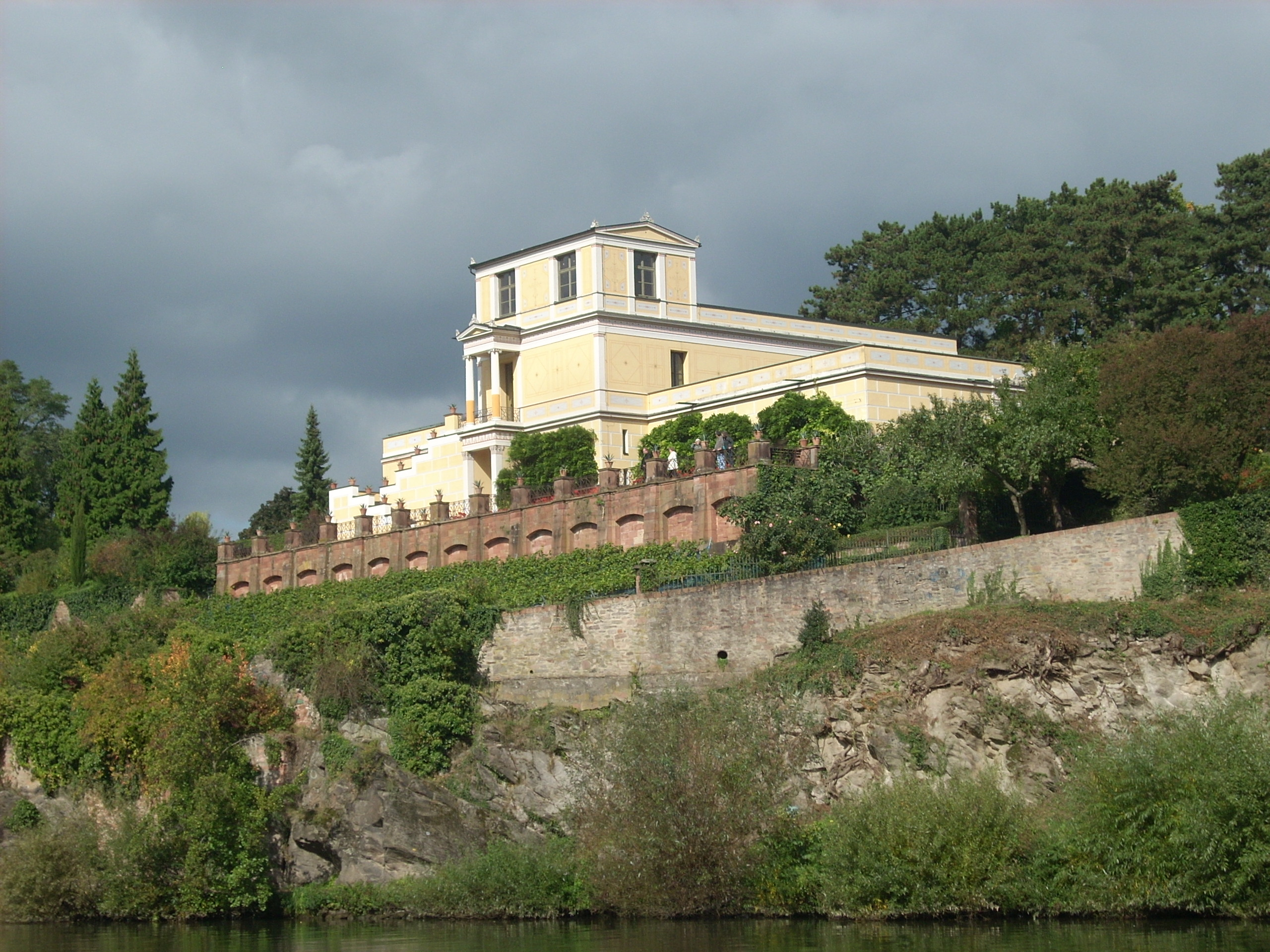
Pompejanum von Süden

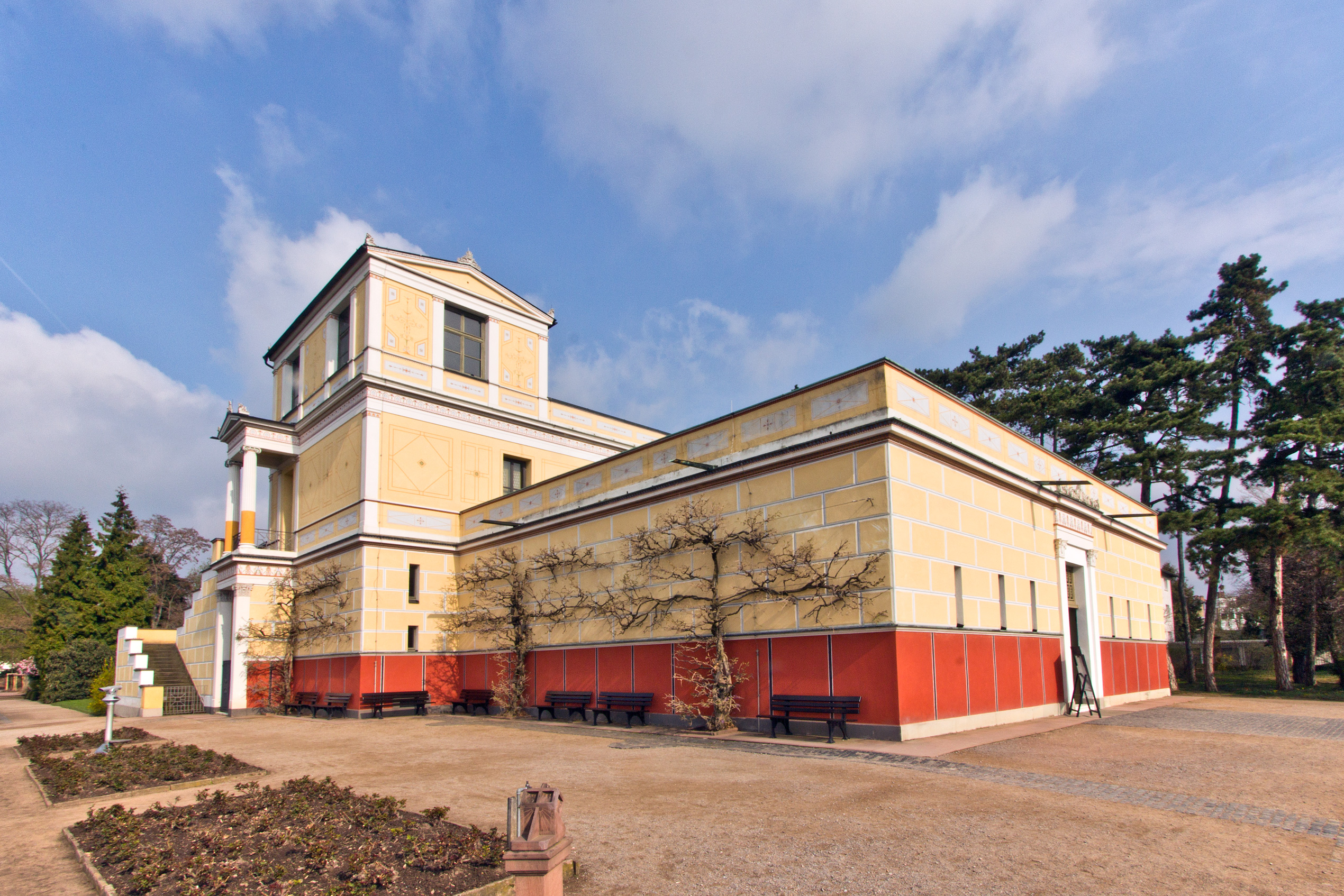
Pompejanum von Süden

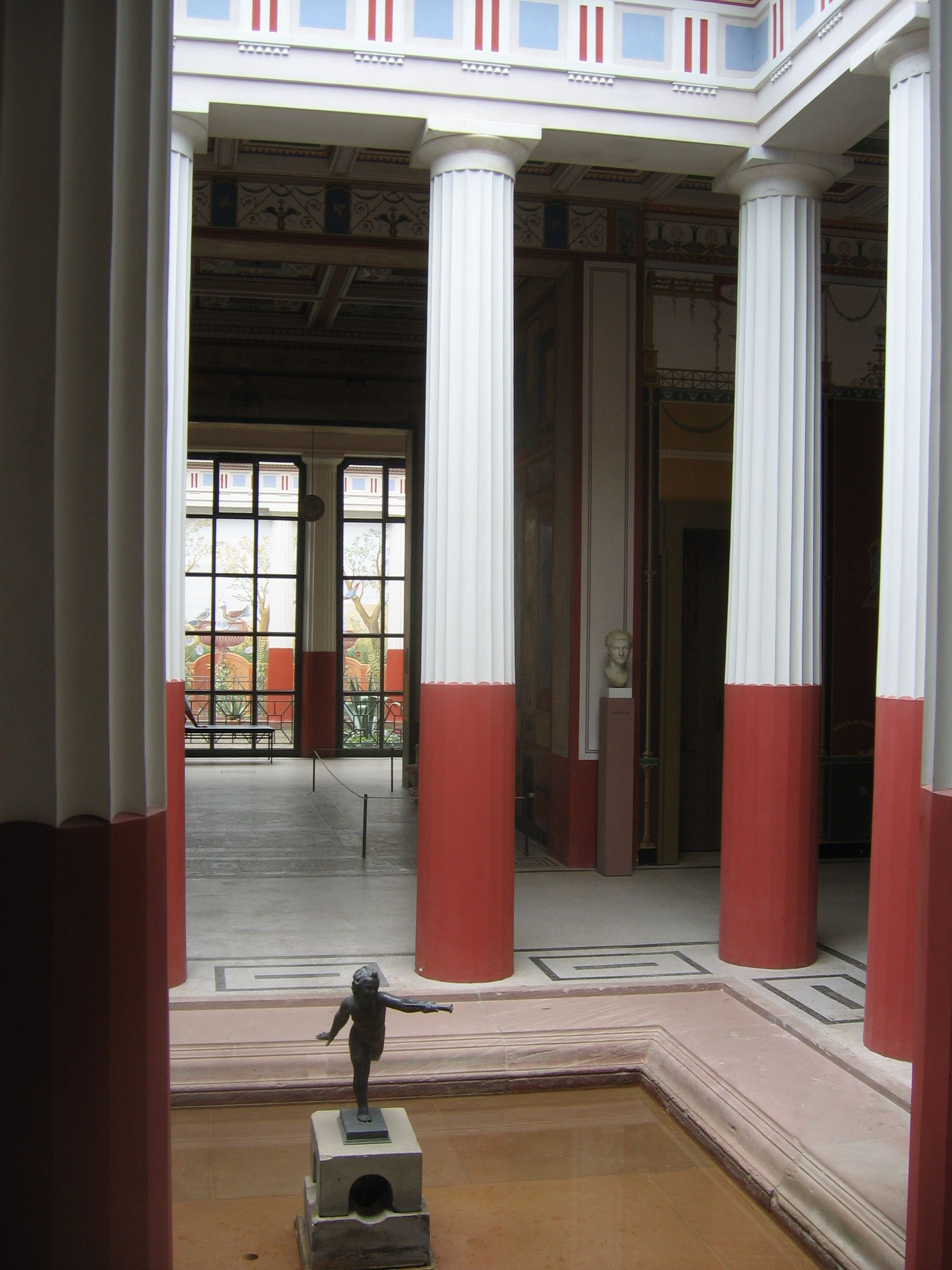
Innenhof

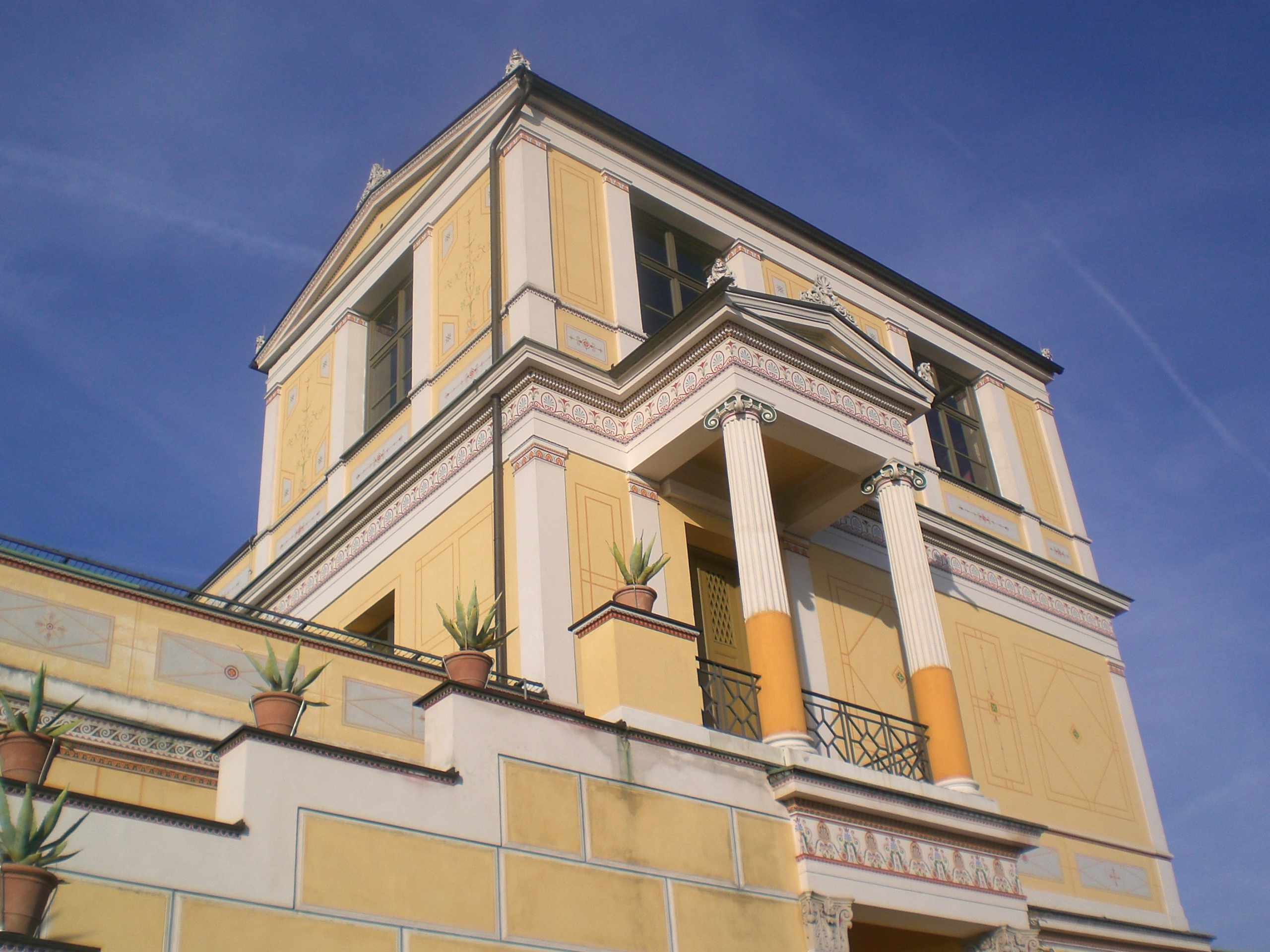
Pompejanum

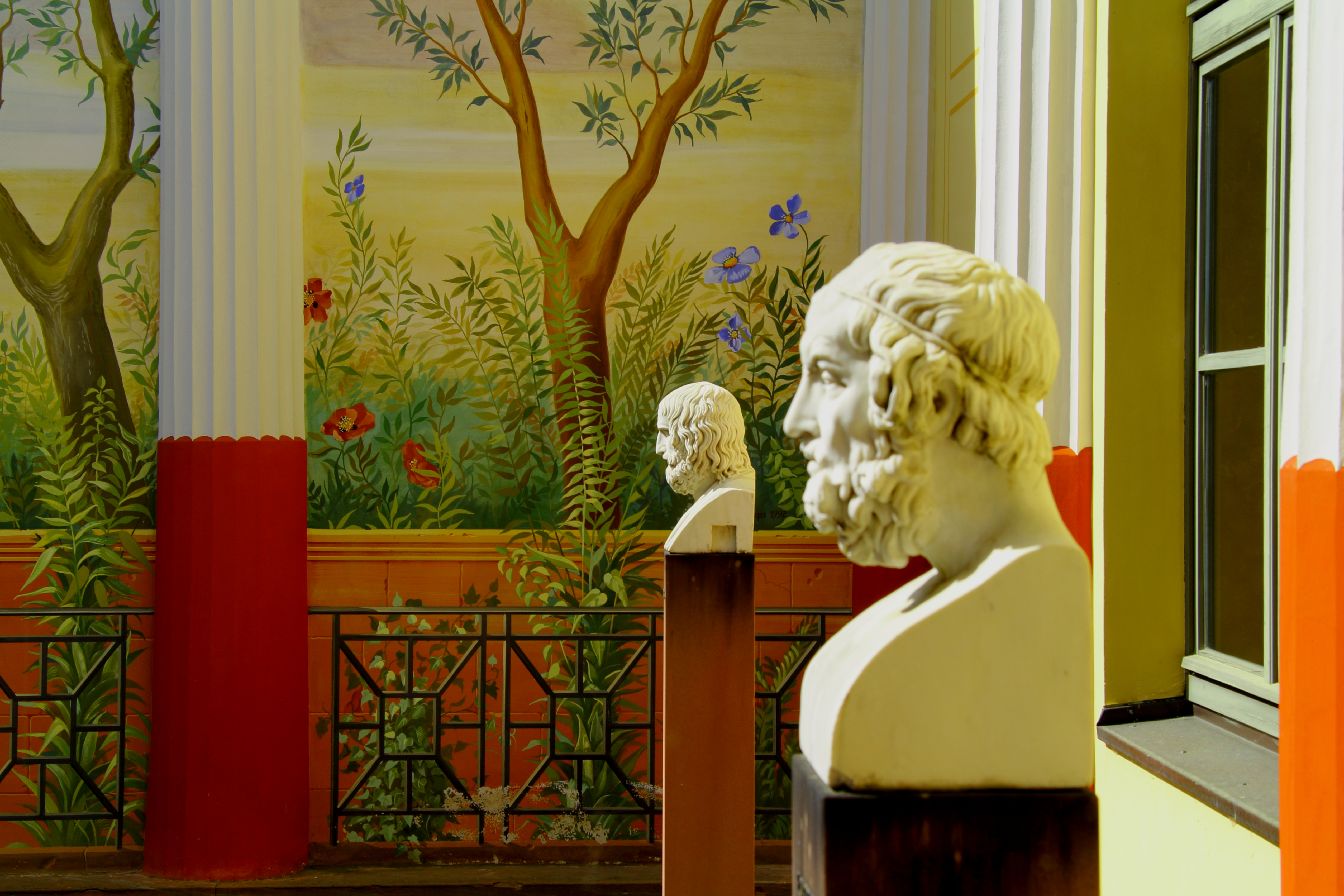
Garten im hinteren Teil des Hauses

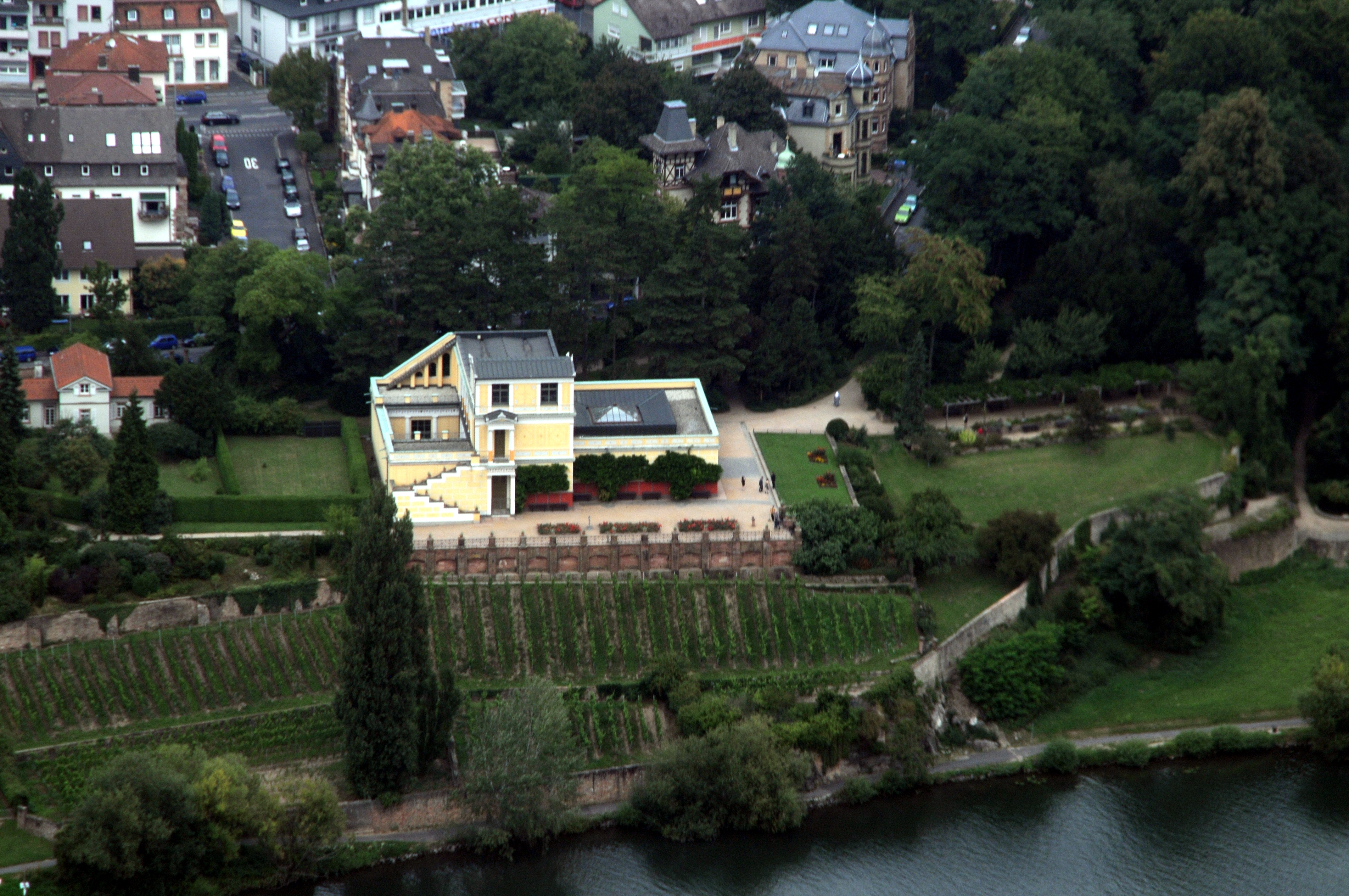
Luftbild

Das Pompejanum ist ein Nachbau einer römischen Villa. Es steht am Hochufer des Mains in Aschaffenburg und ist einem Haus aus Pompeji nachempfunden, der Casa dei Dioscuri, so benannt nach einer Wandzeichnung, die sich im Eingangsbereich befand.

## Geschichte
In Auftrag gegeben wurde das Pompejanum durch König Ludwig I., erbaut in den Jahren 1840 bis 1848 nach Plänen des Hofarchitekten Friedrich von Gärtner. Die Bauleitung wurde Carl Louis übertragen.
Das Pompejanum sollte nicht als königliche Villa, sondern als Anschauungsobjekt dienen, das den Kunstliebhabern auch in Deutschland das Studium der antiken Kultur ermöglichen sollte. Das Gebäude ist Zeugnis der Antikenbegeisterung des 19. Jahrhunderts.
Abweichend vom Original wurde – als Zugeständnis zur Lage am Main – als zweiter Stock ein Aussichtspavillon/Königszimmer und eine wirkungsvolle Außentreppe mit Säulenvorbau hinzugefügt. Weiterhin wurde das Atrium aus klimatischen Gründen überglast.
Das Gebäude hat im Erdgeschoss außen kaum Fenster, Licht erhalten die Räume durch die Innenhöfe. Um die zwei Innenhöfe, das Atrium mit seinem Wasserbecken und das begrünte Viridarium (Gartenhof) im hinteren Hausteil, sind im Erdgeschoss die Empfangs- und Gästezimmer, die Küche und die Speisezimmer angeordnet. Im Obergeschoss befinden sich die privaten Räume: Kinderzimmer, Kinderschlafzimmer, Elternschlafzimmer und das Zimmer der Hausherrin. Zur Mainseite hin aufgesetzt ist ein tempelartiges Belvedere mit Giebeldach. Die übrigen Gebäudeteile haben ein Flachdach. Das Haupttor des Gebäudes befindet sich im Längstrakt dem Schloss Johannisburg zugewandt.
Die farbliche Außengestaltung des Gebäudes einschließlich der ionischen Säulen folgt toskanischen Traditionen mit einem „Pompeji-roten“ Sockel und einer maisgelben Fassade. Durch die weißen Brüstungen wird die Struktur des Gebäudes betont. Die gemalte Struktur der Fassade, die den Eindruck großer Steinblöcke vermittelt, erzeugt ein lebhaftes Gesamtbild der Außenwand.
Für die prachtvolle Ausmalung der Innenräume und die Mosaikfußböden wurden antike Vorbilder von den Malern Christoph Friedrich Nilson, Joseph Schlotthauer und Joseph Schwarzmann kopiert oder nachempfunden.
Im Zweiten Weltkrieg wurde das Pompejanum schwer beschädigt. In der Nachkriegszeit wurden aus dem Gebäude Kunstwerke gestohlen. Eine 2018 in Texas aufgefundene römische Büste, vermutlich Sextus Pompeius, wurde 2023 an das Museum zurückgegeben.
Erst ab 1960 wurde das Pompejanum in mehreren Phasen wieder restauriert und vervollständigt. Seit 1994 sind hier originale römische Kunstwerke aus den Beständen der Staatlichen Antikensammlung und Glyptothek in München zu sehen. Neben römischen Marmorskulpturen, Kleinbronzen und Gläsern zählen zwei seltene Götterthrone aus Marmor zu den wertvollsten Ausstellungsstücken. Im Obergeschoss geben Gebrauchsgegenstände aus römischer Zeit, die in Vitrinen zu sehen sind, Einblick in das Leben einer römischen Familie. Seit Juli 2014 ist aus der Münchner Staatlichen Antikensammlung ein aus zwei Bronzeplatten bestehendes römisches Militärdiplom ausgestellt. Die Platten bezeugen die Verleihung des römischen Bürgerrechts im Jahre 78 nach Christus an den Soldaten Octavius aus der in Moesien stationierten Cohors I Cantabrorum.
Das Pompejanum wird von den Staatlichen Antikensammlungen und der Glyptothek München als Zweigmuseum betreut.

## Weinberg
Unterhalb des Pompejanums befindet sich der traditionsreichste Weinberg Aschaffenburgs, den sich die Stadt Aschaffenburg und die Bayerische Verwaltung der staatlichen Schlösser, Gärten und Seen teilen. Im Frühjahr 2007 wurden die gealterten Ortega-Reben gerodet, um neue Riesling-Reben anzupflanzen.
Wegen der geringen Größe des Weinbergs ist der Ertrag stets sehr begrenzt und kommt praktisch nicht in den Handel. Traditionell wird der „Pompejaner“ nur bei Empfängen der Stadtverwaltung ausgeschenkt oder zu besonderen Anlässen überreicht.

## Ausstellungen
Aufstellung gemäß der Website der Staatlichen Antikensammlung und der Glyptothek München:
- 2010: Sport in der Antike
- 2012: Starke Frauen – Die Amazonen
- 2013: Die Griechen in Italien
- 2014: Die Unsterblichen – Götter Griechenlands
- 2015: Mythos Troja
- 2016: Antike Welt in Ton – Terrakotten aus den Staatlichen Antikensammlungen München
- 2017: Die Etrusker – Von Villanova bis Rom
- 2018: Divine X Design – Das Kleid der Antike
- 2019: Hund, Katze, Maus – Tiere in Alltag und Mythos
- 2020: Schimmernde Krüge von Erz
- 2021: Black is Beautiful. Griechische Glanztonkeramik
- 2022: Passing the Garden
- 2022: Von Zirkus bis Apostel. Tafelgeschirr aus der Sammlung K. Wilhelm
- 2023: Das Symposion – nur Wein, Weib und Gesang?
- 2024: Was vom Ende bleibt – Tod und Erinnern in Griechenland